# دنياي اقتصاد
دنياي اقتصاد ، وتعني باللغة الفارسية عالم الاقتصاد، وهي صحيفة إيرانية يومية صادرة باللغة الفارسية، أسست عام 2002م وتهتم بمواضيع الاقتصاد الإيراني.

## وصلة خارجية
- Donya-e-Eqtesad website